# Ion Ganea
Ion Ganea (n. 22 iulie 1926, Soroca – d. 4 aprilie 1993, Chișinău) a fost un biolog, academician, din RSS Moldovenească, și ulterior Republica Moldova, specializat în domeniul ornitologiei, paleozoologiei, ecologiei. Membru corespondent (1989) și membru titular (1992) al Academiei de Științe a Moldovei. A făcut cercetări despre evoluția, sistematica, ecologia, zoogeografia, paleozoologia, protecția și folosirea rațională a animalelor.

## Studii
Ion Ganea s-a născut în 22 iulie 1926 la Soroca, un oraș cu tradiție istorică seculară. În 1936-1940 a urmat studiile secundare la Liceul Tehnic din Soroca. Apoi a absolvit Facultatea de Biologie și Chimie a Institutului Pedagogic „Ion Creangă” din Chișinău (1948).

## Activitatea didactică și cariera științifică
După absolvirea Institutului Pedagogic din Chișinău în 1948, a fost lector superior la Institutul Pedagogic din Bălți (1948–1954) și la Institutul Pedagogic din Tiraspol (1954–1956).
Din 1956 activează în cadrul Secției de Zoologie a Filialei Moldovenești a Academia de Științe a URSS în calitate de cercetător științific inferior (1956), apoi ca cercetător științific superior (1963). În 1976–1993 este șef al Laboratorului de Ornitologie al Institutului de Zoologie al Academiei de Științe a Moldovei (AȘM), iar în 1972–1983 director adjunct pentru probleme de știință al aceluiași institut.
În 1971 a obținut titlul de Doctor habilitat. Membru corespondent (1989) și membru titular (1992) al Academiei de Științe a Moldovei. Sub conducerea academicianului Ion Ganea au fost pregătite și susținute 11 teze de doctor în biologie (A. Munteanu, M. Coteață, M. Litvac, N. Zubcov, G. Gusan, ș. a.). A fost președinte adjunct al Consiliului specializat pentru conferirea gradelor științifice de doctor și doctor habilitat în biologie la specialitatea Zoologie (1985–1993).

## Activitatea științifică
Academicianul Ion Ganea a efectuat cercetări în domeniul ornitologiei, evoluției, sistematicii, ecologiei, etologiei, zoogeografiei păsărilor, paleoornitologiei, ocrotirii și folosirii raționale a păsărilor, devenind un savant de talie mondială. Este considerat fondatorul școlii ornitologice din Republica Moldova și fondatorul unor noi direcții ale cercetărilor zoologice – ornitologia radară și ornitologia agricolă.
Pe parcursul activității științifice a înaintat și a argumentat o serie de ipoteze despre formarea, geneza, adaptarea și sinantropizarea în salturi a ornitofaunei și a stabilit etapele principale a evoluție ei în condițiile impactului antropic asupra naturii. A studiat formarea și ritmul evoluției ornitocomplexelor din Sarmatul Mediu pană în prezent și geneza unor grupe taxonomice de păsări pe parcursul a circa 10 milioane ani. Pentru prima dată în știință a descris 5 genuri și 12 specii noi de păsări fosile în sud-estul Europei, inclusiv  o specie absolut necunoscută de fosile – voinstvenski. A descris peste 50 de specii de păsări fosile din Moldova.
A inventariat ornitofauna din Republica Moldova și a descris peste 70 specii noi pentru Moldova, totodată a identificat 58 de specii de păsări din Moldova care nimicesc intens dăunătorii agricoli. A identificat originea geografică a ornitofaunei din Republica Moldova, nucleul fiind compus din specii palearctice de vest și transpalearctice.
Ion Ganea a elaborat bazele teoretice ale dirijării comportamentului păsărilor cu ajutorul repelenților bioacustici. A elucidat legitățile migrației păsărilor călătoare cu ajutorul mijloacelor de radiolocație (prin intermediul radarului), în scopul preîntâmpinării ciocnirii păsărilor cu aparatele de zbor. A întocmit  o hartă-panou, care reflecta timpul apariției diferitelor specii de păsări deasupra teritoriului Republicii Moldova, înălțimea, direcția și viteza zborului lor.
Un loc aparte în cercetările academicianului Ion Ganea îi revine problemei ornitologiei agricole, o direcție nouă în zoologie, a cărei fondator este considerat pe bună dreptate. A demonstrat importanța păsărilor pentru agricultura Moldovei ca metodă biologică de combatere a dăunătorilor culturilor agricole. Ion Ganea a promovat ideea creării în livezile industriale mari a unor oaze biocenotice asemănătoare cu cele din peisajul natural, populate cu păsări și insecte folositoare, care nimicesc vătămătorii și participă la procesul de polenizare și a elaborat diverse recomandări privind atragerea și implicarea păsărilor insectivore în combaterea dăunătorilor în agricultură și silvicultură.
Ion Ganea a arătat că utilizarea excesivă a substanțelor chimice în agricultură și distrugerea habitatelor au determinat unele păsări și alte animale să nu mai poată viețui în Moldova, iar alte specii, dimpotrivă, au început să se înmulțească peste măsură, devenind dăunătoare. El a demonstrat caracterul adaptiv al particularităților biologo-ecologice a păsărilor în peisajul antropic și a descris formarea unor populații horticole și urbane sporadice de păsări și modificările arealelor și căilor de pătrundere a speciilor noi în condițiile impactului antropic.
Sub conducerea academicianului Ion Ganea a fost elaborată o serie de recomandări ce țin de ocrotirea animalelor, de sporire a numărului păsărilor acvatice. El a fost unul din inițiatorii organizării rezervațiilor naturale în Republica Moldova.

## Lucrări publicate
Pe parcursul activității științifice și didactice acad.  I. Ganea a publicat peste 450 de lucrări științifice, inclusiv 35 de monografii, un dicționar, 6 manuale și cca 400 de lucrări de popularizare a științei. Redactor-șef adjunct și coautor al lucrării capitale în 6 volume – Lumea animală a Moldovei (Животный мир Молдавии). Printre acestea prezintă o mare valoare științifică:
- Păsările noastre (1961);
- Dicționar zoologic rus-moldovenesc (1969);
- Păsările Moldovei în două volume (1970, 1971, în colab.);
- Probleme actuale ale zoogeografiei (1975);
- Птицы – истребители вредных насекомых (1976, în colab.);
- Птицы сухопутных биотонов Молдавии (1978);
- Cartea Roșie a Moldovei ed. I, II (1978, 2001)
- File din Cartea Roșie (1981, în colab.);
- monografia Lumea animală a Moldovei. Păsări  (Животный мир Молдавии. Птицы) (în 6 vol., 1981, în colab.);
- Рыбы, зеленоводные и пресмыкающиеся (1981, în colab.);
- Din viața animalelor (1985, în colab.);
- Cocostârcul în lume și în sufletele noastre (1987);
- Редкие и исчезающие виды птиц Молдавии (1989, în colab.);
- Фауна биоценотических оазисов и её практическое значение (1990, în colab.);
- Ornitologia radară (1991, în colab.);
- Din viața vertebratelor (1992) ș.a.

## Apartenența la societăți științifice și profesionale
Academicianul I. Ganea a participat la 45 de conferințe și simpozioane republicane și la 20 internaționale. A fost membru al Comitetului Ornitologic din URSS, membru al societăților științifice Council International of the Paleonthology and the Evolution of the Birds, Convention on the Coservation of Migratory Species of Wild Animals, BirdLife International. A fost președinte al Societății de Ornitologie din Moldova. A condus proiectul Omul și Biosfera.

## Distincții
I s-a conferit în 1979 titlul de Om Emerit în știință din Republica Moldova. În 1989 devine Laureat al Premiului de Stat în domeniul științei și tehnicii.